# Šorn
Šorn je priimek več znanih Slovencev:
- (Slavko) Avi Šorn (*1951), balonar
- Josip Šorn (1855—1912/27?), (klasični) filolog, prof.
- Jože Šorn (1910—1981), lutkar, igralec, pisec, režiser, organizator
- Jože Šorn (1921—1982), gospodarski zgodovinar, arhivar
- Maks Šorn (1904—1992), uednik DZS, glasbenik (Odeon)
- Miha Šorn (1949—2018), pilot
- Mojca Šorn (*1969), zgodovinarka
- Otmar Šorn (1911—?), jazz-glasbenik (Odeon)